# Dicitencello vuje
Dicitencello vuje (Řekni jí) je známá neapolská píseň, kterou roku 1930 složil Rodolfo Falvo (1873–1937) na slova Enza Fusca (1899–1951). Zpěvák v ní prosí dívku, aby své přítelkyni řekla, jak zoufale ji miluje. Teprve ve třetí sloce písně se přizná, že vyznání vlastně patří jí.
A voglio bene...
'A voglio bene assaje!
Dicitencello vuje
ca nun mma scordo maje.
(ukázka z refrénu písně v neapolštině)
V roce 1930 píseň nazpívali Vittorio Parisi a Gennaro Pasquariello, Dean Martin ji nazpíval s anglickým textem Just say I love her. Píseň patří rovněž do repertoáru mnoha slavných tenorů (Franco Corelli, Mario Lanza, Giuseppe Di Stefano, Mario Del Monaco, José Carreras, Luciano Pavarotti, Plácido Domingo a další).